# Le Marchand de couleurs retiré des affaires
Le Marchand de couleurs retiré des affaires, aussi traduit Le Marchand de couleurs retraité (The Adventure of the Retired Colourman en version originale), est l'une des cinquante-six nouvelles d'Arthur Conan Doyle mettant en scène le détective Sherlock Holmes. Elle est parue pour la première fois le 18 décembre 1926 dans l'hebdomadaire américain Liberty, avant d'être regroupée avec d'autres nouvelles dans le recueil Les Archives de Sherlock Holmes (The Case-Book of Sherlock Holmes).

## Résumé

### Mystère initial
Josiah Amberley est le cofondateur d'une petite entreprise de matériel artistique, connu pour ses peintures, vivant désormais à la retraite dans le district londonien de Lewisham grâce aux bénéfices retirés de ses activités. Après un an de retraite, il a épousé une très belle femme âgée d'une vingtaine d'années de moins que lui. Cependant, sans tarder, une liaison amoureuse s'est nouée entre Mme Amberley et le Dr Ray Ernest, qui venait souvent rendre visite aux Amberley pour jouer aux échecs avec le maître de maison, « et sans doute à d'autres jeux plus fous avec sa femme ». Un soir, Mme Amberley et son amant sont finalement partis ensemble en emportant de l'argent et des titres financiers appartenant à Josiah Amberley. Ce dernier vient consulter Holmes sur le conseil de Scotland Yard dans le but de retrouver le couple en fuite et l'argent volé.

### Résolution
Sherlock Holmes étant occupé à une autre affaire, c'est Watson qui se rend sur les lieux et qui relève les indices. Il rencontre tout d'abord à l'entrée un mystérieux homme aux lunettes teintés et portant une épingle de cravate maçonnique. En outre, il apprend que Josiah Amberley avait prévu d'aller au Haymarket Theatre mais qu'elle a préféré rester prétextant une migraine et qu'il a retrouvé la maison dévalisée à son retour. Le numéros du billet de sa femme est 31, Amberley ayant donc le numéro 30 ou 32. Watson observe aussi une odeur de peinture dans la maison, Amberley expliquant que peindre permet d'occuper son esprit. Watson explique aussi qu'il a recroisé l'homme aux lunettes teintés dans le train le ramenant à Londres.
Holmes critique comme à son habitude les relevés de Watson et lui reproche de ne pas être allé plus loin dans l'enquête en prenant des informations sur les voisons d'Amberley par exemple. Holmes a néanmoins pu obtenir ses informations grâce à Scotland yard et revèle à Watson que cette histoire lui a été confirmée par le Yard et ajoute qu'Amberley est un avare et un mari rude et exigent. Holmes après avoir entendu les informations fournies par Watson décide de prendre l'affaire en main. 
Holmes fait ainsi venir Amberley a Londres, et ce dernier arrive avec un télégramme provenant d'un dénommé Elman au presbytère de Little Purlington mandant Amberley car il possède des informations. Amberley est d'abord réticent mais Holmes le menace de conséquences sur l'enquête si les autorités apprenent qu'il a refusé de suivre une piste aussi évidente. Holmes envoie aussi Watson avec lui et demande à Watson de le prévenir si Amberley s'échappe ou rentre.
Malheuresement pour Amberley et Watson ce télégramme n'est qu'un canular et ils sont obligés de dormir à Little Purlington, Amberley faisant preuve d'avarice à chaque étape du voyage. À leur retour à Baker Street, les deux hommes trouve un message leur demandant de rejoindre Holmes à Lewisham. Ce dernier les attend avec l'homme aux lunettes teintés qu'il présente comme son ami M. Barker et il adresse une question directe à Amberley : « qu'avez-vous fait des cadavres ? ». 
A ces mots Amberley tente de se suicider en avalant une pillule blanche mais est stoppé par Holmes. Il est ensuite arrêté et emmené par Scotland Yard. Holmes explique alors l'affaire : Il s'est renseigné sur les places 30 et 32 du théâtre innocupéee ce soir la. Par ailleurs, l'odeur forte de peinture l'a fait soupçonner une odeur coupable que l'on souhaiterait masquer. La présence d'une chambre hermétiquement close pouvant être alimenté en gaz par un tuyau après une perquisition illégale en l'absence d'Amberley l'a donc éclairé. C'est en sortant de la maison qu'il est attrapé par Barker un détective qu'il connait bien embauché par la famille du docteur pour faire le jour sur cette affaire. Holmes conclut la démonstration en montrant le début d'un message à 30 centimètres du plancher écrit par un des deux assassinés déjà agonisant : « Nous av » qui pourrait être le début de "Nous avons été assassinés". Holmes conclut en expliquant que les corps sont surement caché quelque part dans le jardin ou dans les canalisations avec les titres prétendumment volés qu'Amberley aurait présenté comme renvoyer par les coupables repentis. 

Enfin, Holmes justifie la prise de contact d'Amberley par cette explication :
Simple gloriole ! dit Holmes. Il se sentait si malin, si sûr de lui, qu'il se croyait invulnérable. Il pouvait dire aux  voisins : « Voyez ! J'ai consulté non seulement la police, mais même Sherlock Holmes ! »

### Allusions à d'autres enquêtes inédites
Au début de la nouvelle, Sherlock Holmes évoque une affaire sur laquelle il travaille en parallèle de l'affaire du marchand de couleurs. Cette autre affaire, nommée « l'affaire des deux patriarches coptes », est inédite.

## Livre audio en français
- Arthur Conan Doyle, Le Marchand de couleurs retiré des affaires [« The Adventure of the Retired Colourman »], Paris, La Compagnie du Savoir, coll. « Les enquêtes de Sherlock Holmes », 2011 (EAN 3760002133928, BNF 42480888)Narrateur : Cyril Deguillen ; support : 1 disque compact audio ; durée : 41 min environ ; référence éditeur : La Compagnie du Savoir CDS114. Le nom du traducteur n'est pas indiqué.